# 連合国管理理事会指令第2号
ナチス関連組織の解散及び清算に関する連合国管理理事会指令第2号（ナチスかんれんそしきのかいさんおよびせいさんにかんするれんごうこくかんりりじかいしれいだい2号、ドイツ語: Kontrollratsgesetz Nr. 2 Auflösung und Liquidierung der Naziorganisationen）は、連合国軍占領下のドイツで1945年10月10日に発令された連合国管理理事会の指令である。
これにより国民社会主義ドイツ労働者党（ナチ党）及びその下部組織・関連組織は解散させられ、その一切の財産が連合国軍に押収されたほか、他の名称による組織の再建も禁止された。

## 禁止された組織
この指令によって禁止された組織の数は62に上り、その主なものは次の通りである。
1. 国民社会主義ドイツ労働者党
2. 党官房
3. 総統官房
4. ドイツ民族対策本部
5. 全国組織指導部
6. 全国宣伝指導部
7. フランツ・エーア出版社
8. ナチ女性団
9. ドイツ労働戦線
10. 帝国文化院
11. ゲシュタポ
12. 冬季援助活動
13. 突撃隊（SA）
14. 親衛隊（SS）
15. 国民社会主義自動車軍団
16. 国民社会主義航空軍団
17. ヒトラーユーゲント
18. 国家労働奉仕団
19. トート機関
20. 国民社会主義公共福祉

など。

## 失効
この指令は占領終了後、1949年12月16日の連合国高等弁務官理事会の決定により西ドイツで、1955年9月20日のソビエト連邦閣僚会議の決定により東ドイツでそれぞれ失効した。